# Paracytheridea triquetra
Paracytheridea triquetra is een mosselkreeftjessoort uit de familie van de Paracytherideidae. De wetenschappelijke naam van de soort is voor het eerst geldig gepubliceerd in 1850 door Reuss.